# Поморський Григорій Михайлович
Григорій Михайлович Помо́рський (нар. 1721 — пом. близько 1795 року) — російський скрипаль і музичний педагог. Батько музиканта Миколи Поморського.

## Біографія
Народився 1721 року на території сучасної України.  1740 року закінчив Петербурзьку театральну школу. Протягом 1740—1787 років був солістом придворного оркестру. З 1787 року викладав  у театральній школі в Санкт-Петербурзі. Був камер-музикантом при дворах Єлизавети Петрівни та Катерини ІІ. Помер близько 1795 року.